# Пылинский, Ливерий Пименович
Ливерий Пименович Пылинский (9 июня 1927 — 17 марта 2014) — священнослужитель Русской православной церкви, митрофорный протоиерей, в течение 45 лет (1968—2014) служивший в храме иконы Божией Матери Боголюбская города Красногорска.

## Биография
Родился 9 июня 1927 года в городе Кунгур Пермской области в семье диакона Пимена Викторовича Пылинского. Его дед, священник Виктор, и отец, служивший во Всехсвятском храме в Москве, а позже — во Владимирской церкви в Вязниках, были расстреляны в 1937 году по ложным обвинениям, позже реабилитированы. Мать, Наталья Григорьевна, осталась с двумя детьми: Ливерием и Ниной. Ливерия взяла к себе тётя, сестра отца, жившая в деревне Чернушка Пермской области. Удалось закончить только семь классов средней школы; учёбу прервала Великая Отечественная война и пришлось трудиться токарем на оборонном вагоноремонтном заводе в Ярославле.
В ноябре 1945 года был призван в армию, из которой был демобилизован через тринадцать лет. Служил: три года — в Алабино, потом — в Белоруссии, пройдя путь от орудийного наводчика до помощника командира взвода.
После демобилизации приехал к матери в Ярославль, где встретился с монахом Авелем, который посоветовал ему поступить в семинарию. С 1959 года учился в Ленинградской духовной семинарии, затем — в Ленинградской духовной академии, которую окончил в 1967 году со степенью кандидата богословия за сочинение «Вопрос о соединении Восточной и Западной Церквей в русской церковно-исторической литературе»; 17 сентября 1967 года обвенчался с Валентиной Афанасьевной Полетаевой и 12 июля 1968 года был рукоположён в сан диакона митрополитом Крутицким и Коломенским (будущим патриархом)  Пименом в храме Петра и Павла, а 14 июля того же года — в сан иерея в Богоявленском кафедральном соборе в Москве. Был назначен в храм Рождества Богородицы села Нестерово Орехово-Зуевского района Московской области, а в 1969 году — в храм иконы Божией Матери Боголюбская бывшего села Павшино, вошедшего в 1962 году в состав города Красногорска, где и прослужил до своей смерти.
В 1979 году был возведён в сан протоиерея. Последовательно, отмечался церковными наградами: набедренник (1969), камилавка (1970), наперсный крест (1974), палица (1984), наперсный крест с украшениями (1990), митра (2006). Имел Медаль «За доблестный труд в Великой Отечественной войне 1941—1945 гг.», медаль «За безупречную службу в Вооруженных силах СССР». В 2008 году умерла супруга Валентина Афанасьевна, до выхода на пенсию работавшая сначала в госпитале имени Вишневского, потом в Нахабинской городской больнице.
Последние годы тяжело болел, но иногда приезжал на службу. Скончался 17 марта 2014 года. Похоронен на Нахабинском кладбище.